# 迪米特里·克魯格洛夫
迪米特里·克魯格洛夫（1984年5月4日—）是一位愛沙尼亞足球運動員，在場上的位置是左後衛和左邊鋒。他現在效力於愛沙尼亞甲級聯賽球隊塔林利瓦迪亞足球俱樂部。他也代表愛沙尼亞國家足球隊參賽。